# Bolitoglossa
Bolitoglossa é um género de anfíbios caudados pertencente à família Plethodontidae.

## Espécies
- B. adspersa Peters, 1863
- B. alberchi García-París, Parra-Olea, Brame & Wake, 2002
- B. altamazonica Cope, 1874
- B. alvaradoi Taylor, 1954
- B. anthracina Brame, Savage, Wake & Hanken, 2001
- B. aurae Kubicki B, Arias E. 2016[1]
- B. aureogularis Boza-Oviedo E, Rovito SM, Chaves G, Garcia-Rodriguez A, Artavia LG, Bolanos F, Wake DB 2012
- B. awajun Cusi JC, Gagliardi-Urrutia G, Brcko IC, Wake DB, Von May R. 2020
- B. biseriata Tanner, 1962
- B. borburata Trapido, 1942
- B. bramei Wake, Savage & Hanken, 2007
- B. caldwellae Brcko IC, Hoogmoed MS, Neckel-Oliveira S 2013
- B. capitana Brame & Wake, 1963
- B. carri McCranie & Wilson, 1993
- B. cataguana Townsend, Butler, Wilson & Austin, 2009
- B. celaque McCranie & Wilson, 1993
- B. centenorum Campbell et al., 2010
- B. cerroensis Taylor, 1952
- B. chica Brame & Wake, 1963
- B. chinanteca Rovito, Parra-Olea, Lee & Wake, 2012
- B. chucantiensis Batista A, Koehler G, Mebert K, Vesely M 2014
- B. coaxtlahuacana Palacios-Aguilar R, Cisneros-Bernal AY, Arias-Montiel JD, Parra-Olea G. 2020
- B. colonnea Dunn, 1924
- B. compacta Wake, Brame & Duellman, 1973
- B. conanti McCranie & Wilson, 1993
- B. copia Wake, Hanken & Ibáñez, 2005
- B. copinhorum Itgen MW, Sessions SK, Wilson LD, Townsend JH 2020
- B. cuchumatana Stuart, 1943
- B. cuna Wake, Brame, & Duellman, 1973
- B. daryorum Campbell et al., 2010
- B. decora McCranie & Wilson, 1997
- B. diaphora McCranie & Wilson, 1995
- B. digitigrada Wake, Brame & Thomas, 1982
- B. diminuta Robinson, 1976
- B. dofleini Werner, 1903
- B. dunni Schmidt, 1933
- B. engelhardti Schmidt, 1936
- B. epimela Wake & Brame, 1963
- B. equatoriana Brame & Wake, 1972
- B. eremia Campbell et al., 2010
- B. flavimembris Schmidt, 1936
- B. flaviventris Schmidt, 1936
- B. franklini Schmidt, 1936
- B. gomezi Wake, Savage & Hanken, 2007
- B. gracilis Bolaños, Robinson & Wake, 1987
- B. guaneae Acosta-Galvis AR, Gutierrez-Lamus DL 2012
- B. guaramacalensis Schargel, García-Pérez & Smith, 2002
- B. hartwegi Wake & Brame, 1969
- B. heiroreias Greenbaum, 2004
- B. helmrichi Schmidt, 1836
- B. hermosa Papenfuss, Wake & Adler, 1984
- B. hiemalis Lynch, 2001
- B. huehuetenanguensis Campbell et al., 2010
- B. hypacra Brame & Wake, 1962
- B. indio Wake, et al., 2008
- B. insularis Wake, et al., 2008
- B. jacksoni Elias, 1984
- B. jugivagans Hertz A, Lotzkat S, Koehler G 2013
- B. kaqchikelorum Campbell et al., 2010
- B. la Campbell et al., 2010
- B. leandrae Acevedo AA, Wake DB, Marquez R, Silva K, Franco R, Amezquita A 2013
- B. lignicolor Peters, 1873
- B. lincolni Stuart, 1943
- B. longissima McCranie & Cruz, 1996
- B. lozanoi Acosta-Galvis & Restrepo, 2001
- B. macrinii Lafrentz, 1930
- B. madeira Brcko IC, Hoogmoed MS, Neckel-Oliveira S 2013
- B. magnifica Hanken, Wake & Savage, 2005
- B. marmorea Tanner & Brame, 1961
- B. medemi Brame & Wake, 1972
- B. meliana Wake & Lynch, 1982
- B. mexicana Duméril, Bibron & Duméril, 1854
- B. minutula Wake, Brame & Duellman, 1973
- B. mombachoensis Köhler & McCranie, 1999
- B. morio Cope, 1869
- B. mucuyensis Garcia-Gutierrez J, Escalona M, Mora A, Diaz de Pascual A, Fermin G. 2013
- B. mulleri Brocchi, 1883
- B. nicefori Brame & Wake, 1963
- B. nigrescens Taylor, 1949
- B. ninadormida Campbell et al., 2010
- B. nussbaumi Campbell et al., 2010
- B. nympha Campbell et al., 2010
- B. oaxacensis Parra-Olea, Garcia-Paris & Wake, 2002
- B. obscura Hanken, Wake & Savage, 2005
- B. occidentalis Taylor, 1941
- B. odonnelli Stuart, 1943
- B. omniumsanctorum Stuart, 1952
- B. oresbia McCranie, Espinal & Wilson, 2005
- B. orestes Brame & Wake, 1962
- B. pacaya Campbell et al., 2010
- B. palmata Werner, 1897
- B. pandi Brame & Wake, 1963
- B. paraensis Unterstein, 1930
- B. peruviana Boulenger, 1883
- B. pesrubra Taylor, 1952
- B. phalarosoma Wake & Brame, 1962
- B. platydactyla Gray in Cuvier, 1831
- B. porrasorum McCranie & Wilson, 1995
- B. psephena Campbell et al., 2010
- B. pygmaea Bolaños & Wake, 2009
- B. qeqom Hellen D-B, Serrano MJ, Alonso-Ascencio M, Cruz-Font JJ, Rosito-Prado I, Ruiz-Villanueva KJA, Vásquez-Almazán JR, Ariano-Sánchez D. 2021
- B. ramosi Brame & Wake, 1972
- B. riletti Holman, 1964
- B. robisoni Bolaños & Wake, 2009
- B. robusta Cope, 1894
- B. rostrata Brocchi, 1883
- B. rufescens Cope, 1869
- B. salvinii Gray, 1868
- B. savagei Brame & Wake, 1963
- B. schizodactyla Wake & Brame, 1966
- B. silverstonei Brame & Wake, 1972
- B. sima Vaillant, 1911
- B. sombra Hanken, Wake & Savage, 2005
- B. sooyorum Vial, 1963
- B. striatula Noble, 1918
- B. stuarti Wake & Brame, 1969
- B. subpalmata Boulenger, 1896
- B. suchitanensis Campbell et al., 2010
- B. synoria McCranie & Köhler, 1999
- B. tamaense Acevedo AA, Wake DB, Marquez R, Silva K, Franco R, Amezquita A 2013
- B. tapajonica Brcko IC, Hoogmoed MS, Neckel-Oliveira S 2013
- B. tatamae Acosta-Galvis & Hoyos, 2006
- B. taylori Wake, Brame & Myers, 1970
- B. tenebrosa Vasquez-Almazan CR, Rovito SM 2014
- B. tica García-París, Parra-Olea & Wake, 2008
- B. tzultacaj Campbell et al., 2010
- B. vallecula Brame & Wake, 1963
- B. veracrucis Taylor, 1951
- B. walkeri Brame & Wake, 1972
- B. xibalba Campbell et al., 2010
- B. yariguiensis Meza-Joya FL, Hernandez-Jaimes C, Ramos-Pallares E. 2017
- B. yucatana Peters, 1882
- B. zacapensis Rovito, Vásquez-Almazán & Papenfuss, 2010
- B. zapoteca Parra-Olea, Garcia-Paris & Wake, 2002